# Schefflera diplodactyla
Schefflera diplodactyla är en araliaväxtart som beskrevs av Hermann August Theodor Harms. Schefflera diplodactyla ingår i släktet Schefflera och familjen araliaväxter. IUCN kategoriserar arten globalt som sårbar. Inga underarter finns listade.